# Szeged-Szentmihály
Szentmihály (1992 előtt Szentmihálytelek) Szeged egy régi, különálló városrésze a város központjától délnyugatra, a Szeged–Szabadka-vasútvonal és a Gyálai-Holt-Tisza között. A településtől nyugatra húzódik az M5-ös autópálya és az 5-ös főút; központján a Szeged belső területeitől Röszkéig vezető 4301-es út húzódik végig, az 5-ös főúttal pedig a 43 101-es számú mellékút köti össze.

## Története
Röszkével közös kapitányságát Röszkeszentmihályteleknek nevezték. 1926-27-ben megépült a Szegedi Kisvasút, melynek itt volt az egyik vasútállomása.